# Maria Petrovikh
Maria Sergueïevna Petrovikh (en russe : Мария Сергеевна Петровых), née le 13 mars 1908 (26 mars dans le calendrier grégorien) à Iaroslavl et morte le 1er juin 1979 à Moscou est une poétesse et traductrice russe puis soviétique.

## Premiers pas dans la poésie
Elle naît en 1908 à Iaroslavl, dans l'Empire russe. Elle effectue à Moscou des études supérieures de littérature et rentre en 1925 à l'université d'État de Moscou. Durant cette période, elle publie ses premiers poèmes et rencontre de grands poètes russes, tels que Boris Pasternak, Anna Akhmatova, Arseni Tarkovski, ou encore Ossip Mandelstam, avec qui elle lie de grandes amitiés.
En 1936, elle épouse Vitaly Golovachev, et en 1937, leur fille Arina naît ; quelques mois après sa naissance, Golovachev est arrêté et condamné à cinq ans de goulag (où il meurt en 1942). Bien que ses œuvres ne soient pas antisoviétiques, Maria Petrovikh, à la suite de la naissance de sa fille et de la déportation de son mari, préfère ne pas les publier car elles ne rentrent pas conformes dans les critères littéraires imposés par le régime soviétique. Une de ses première publication est la traduction d'un poète juif, Perets Markich. Elle continue à se consacrer à la traduction à travers de nombreuses œuvres de poètes arméniens ou slaves, et travaille comme éditrice et traductrice pour des maisons d'édition moscovites. À l'été 1941, elle et sa fille sont évacuées à Chistopol, au Tatarstan, où elles passent une bonne partie de la Seconde Guerre mondiale.

## Voyage en Arménie
À l'automne 1944, elle part en Arménie, à Erevan en compagnie d'une autre poétesse, Zvjagnitseva, pour traduire les œuvres de Markaryan, Hovannessyan, Zaryan. Elle parcourt l'Arménie, visite Etchmiadzin où elle est impressionnée par la liturgie arménienne, le lac Sevan, Nork-Marach. L'Arménie la séduit, et l'aide à mieux comprendre et aimer la poésie arménienne, dont elle apprécie énormément la puissance mélancolique de Issahakian (Իսահակյան en arménien), la liberté de Toumanian ( Թումանյան en arménien), le sens de la tragédie de Vahan Terian. Maria Petrovikh s'efforce d'utiliser les techniques et subtilités de la langue russe pour retranscrire et reproduire le plus fidèlement possible les inquiétudes et le lyrisme des poètes traduits.
Maria Petrovikh se lie d'amitié durant cette période avec la poétesse Sylva Kapoutikian, qui  devient sa meilleure amie. Si Maria apprécie autant Sylva, c'est aussi parce qu'elle retrouve dans la poésie de cette dernière de très nombreuses similitudes et résonances avec sa propre vie. Cette amitié devient essentielle pour Petrovikh, aussi riche qu'importante, et de cette amitié naîtra de nombreux poèmes de la part des deux artistes sur le thème de l'amitié, qui dépassera de loin le simple cadre d'un sentiment entre deux personnes pour personnifier l'échange fraternel et respectueux entre deux pays, et deux civilisations.
À Erevan, elle rencontre aussi Levon Mkrtchyan ( Լևոն Մկրչյան en arménien), écrivain et éditeur, qui participera plus tard à la publication du recueil L'arbre lointain en 1968, en langue russe. En 1966, elle écrit le recueil l'Arménie ( Հայաստան en arménien) traduit par son amie Sylva Kapoutikian, où Petrovikh conte son amour pour l'Arménie, un amour dont elle peine à trouver les mots et qu'elle qualifiera d'« amour muet ». En 1979, ce recueil reçoit le prix Yéghiché Tcharents (Չարենց en arménien) par l'Union des poètes d'Arménie avant sa mort la même année.

## Les dernières heures
Au début des années 1970, Maria Petrovikh retourne en Russie, à Moscou, où elle poursuit son travail de traduction, mettant à disposition des lecteurs russes des œuvres d'auteurs slaves, bulgares, tchèques ou encore polonais.
Elle meurt le 1er juin 1979 à Moscou, à l'âge de 71 ans.

## Sources
En français
- Catherine Coquio et Aurélia Kalisky, L'enfant et le génocide : témoignages sur l'enfance pendant la Shoah, Paris : R. Laffont, 2007.  (ISBN 9782221099896), p. 567.

En anglais
- Vitaliĭ Shentalinskiĭ et John Crowfoot, The KGB's literary archive, London : Harvill Press, 1995.  (ISBN 9781860460722), p. 180.
- Joe Andrew et Robert Reid, Two hundred years of Pushkin, Amsterdam ; New York : Rodopi, 2003-2004.  (ISBN 9789042008748), p. 42.
- Rimma Kazakova et Walter May, The Tender muse : collection of verse, Moscow : Progress Publishers, 1976. (OCLC 2491812), p. 103.

En  russe
- Домолчаться до стихов. М., 1999
- Мкртчян Л. Так назначено судьбой. Заметки и воспоминания о Марии Петровых. Письма Марии Петровых. Ереван, Изд-во РАУ, 2000.